# Petar Fischer
Petar Fischer (Čalma, 26. lipnja 1912. – Linz, 23. rujna 2007.), hrvatski rimokatolički svećenik, njemačkog podrijetla, koji se asimilirao u Hrvata. 

## Životopis
Rodio se je u srijemskom selu Čalmi. U Kukujevcima je išao u osnovnu školu. U Vinkovcima je završio osam razreda gimnazije. U Đakovu je studirao teologiju od 1932. do 1937. godine. Ondje ga je biskup Antun Akšamović 7. veljače 1937. godine zaredio za svećenika. Prvo je bio kapelan u Cerni pa u Županji. Sljedeća služba bila mu je u Surčinu gdje je od 1938. do 1943. godine bio upraviteljem župe.:67. Novo odredište bilo je u Dalju, gdje je upravljao župom.:68. Tu je dočekao kraj rata i dolazak jugokomunističke vlasti. Imao je dvije osobine koje su ga dovele u nemilost novih vlasti: bio je katolički svećenik i Nijemac.:65. 
6. srpnja 1945. godine je s još 74 žitelja Dalja, mahom žena, djece i staraca, uhićen. Cijeli jedan dan i noć proveli na trgu, pa su ukrcani su u stočne vagone i odvezeni u Osijek, otkamo su upućeni pješice otići u logor Josipovac. Stigli su, no logor je bio prazan, jer je bio premješten. Tako su put nastavili ka Valpovu,:68. otkamo su prema planu trebali u dogledno vrijeme biti iseljeni u Austriju i Njemačku.:68. 
Biskup Akšamović založio se za njega. 28. srpnja 1945. godine uputio predstavku Ministarstvu unutarnjih poslova u Zagrebu, Zemaljskoj komisiji za repatrijaciju Nijemaca, u kojoj je istakao da je Fischer iz svoje župe odveden zbog toga što nosi njemačko prezime premda je rođen u Hrvatskoj, išao u hrvatsku pučku školu i gimnaziju te hrvatsku bogosloviju. Fischer je, kako kaže Akšamović, nakon zaređenja na vlastitu želju služio samo u hrvatskim mjestima, gdje je ostao u "najboljoj uspomeni kako kod Hrvata tako i kod Srba". Za kraj, biskup je naglasio da nikad nije podupirao niti se je unatoč pritiscima upisao zloglasni Kulturbund te da je za vrijeme okupacije štitio jednako i Hrvate i Srbe od progona državnih i vojničkih vlasti. Akšamović je dobio odgovor od 16. kolovoza, gdje tvrde da im nije poznat slučaj župnika Fischera.:69. 
22. srpnja 1945. godine je s ostalim zatvorenicima ukrcan u vlak i upućen ka Austriji i Njemačkoj. 24. srpnja stigli su u Ljubljanu. Britanske okupacijske vlasti nisu dopustile ulazak u Austriju, te je transport vraćen u Jugoslaviju.:69. Razlog je bio taj što austrijske i njemačke vlasti, zbog političkih, gospodarskih i socijalnih razloga, više nisu bile u mogućnosti primati izbjeglice koji su pristizali iz cijele srednje i istočne Europe.:70. Po vrućini su nakon nekoliko dana putovanja u zaključanim zatvorenim vagonima stigli u Veliku Pisanicu kod Bjelovara gdje su ih stavili u tamošnji logor.:69. Budući da su stigli i drugi transporti, broj zatočenika prešao je kapacitete logora. Fischera i druge svećenika smjestili su u svinjac. Partizani su vidjeli da ne mogu smjestiti sve folksdojčerske zatočenike u logor, pa su otjerali svih 6000 ljudi van te je Fischer noćio 10 noći pod vedrim nebom. Biskupski ordinarijat i žitelji Dalja intervenirali su te je zapovjeđeno da se župnika Fischera, kao asimiliranog Hrvata pusti na slobodu. 3. kolovoza 1945. vraćen u Osijek. Zapovijed je bila da se po dolasku javi Oblasnom NOO što je učinio sutradan. No, ponovo je uhićen prilikom prijave, a razlog je bila dojava denuncijanta iz Dalja koji ga je optužio svim mogućim optužbama.:70.  Stavljen je pred sud koji ga je okvalificirao kao "opasna fašista" te je odredio poslati ga u kaznionicu u Staroj Gradišci. No umjesto onamo, stražar ga je opet odveo u valpovački logor.:71.
Za boravka je počeo voditi popis umrlih koji je u biti matica umrlih. Vodio ga je od 19. lipnja 1945. do bijega iz logora studenoga 1945., a popis je vođen do 24. travnja 1946. godine. Važan je dokument u proučavanju problematike progona Folksdojčera u Jugoslaviji nakon Drugog svjetskog rata.:74.
Bijegu su prethodili drugi događaji koji su ga nagnali na bijeg. Iz Biskupskog ordinarijata su dokazali da je Fischer asimilirani Hrvat, pa kao takav nije trebao biti u logoru za Folksdojčere,:74.  no onda mu je određeno da kaznu odrađuje u logoru u Staroj Gradišci, što on nikako nije htio, pa je odlučio pobjeći prvom prigodom. Pobjegao je vratolomno studenoga 1945. godine. Stalno morao skrivati mijenjajući boravište, jer su na svim mjestima gdje bi se mogao skrivati bili intenzivne potjere, pretrage i pretresi, uz krajnje grube prijetnje. Naposljetku je došao do lažnih isprava koje su mu omogućile slobodnije kretanje.:75.
Siječnja 1946. je uz pomoć suradnika prešao granicu s Austrijom. U Linzu je nastavio raditi kao svećenik. Bio je kapelan u Bad Ausseu, pa je 16 godina bio dušobrižnik za izbjeglice u crkvi Srca Isusova (Lager 65) u Linzu. Također je ad bio vjeroučitelj u osnovnoj školi sve do odlaska u mirovinu 1978. godine. Od 1986. godine živio je u svećeničkom domu Sestara križarica u Linzu,  gdje je bio ispovjednik.:76. U Linzu je bio najstariji svećenik Đakovačke (Bosanske) i Srijemske biskupije. Umro je s 96 godina 2007. godine.:65.
Po Fischeru je nazvana Hrvatska čitaonica Fischer u Surčinu.